# Lilias Armstrong
Lilias Eveline Armstrong (Pendlebury, 29 de setembro de 1882 – North Finchley, 9 de dezembro de 1937) foi uma foneticista inglesa. Ficou conhecida principalmente por seus trabalhos sobre entoação, assim como sobre a fonética e o tom nas línguas somali e quicuio. Em seu obituário, Daniel Jones a descreveu como "uma das melhores foneticistas do mundo".